# فالفرد دل ماجانو
فالفرد دل ماجانو (بالإسبانية: Valverde del Majano)‏ هي municipality of Spain تقع في إسبانيا في شقوبية (مقاطعة).